# Глогов Малополски
Гло̀гов Малопо̀лски или Глогув Малополски (на полски: Głogów Małopolski) е град в Югоизточна Полша, Подкарпатско войводство, Жешовски окръг. Административен център е на градско-селската Глоговска община. Заема площ от 13,71 км2.

## Население
Според данни от полската Централна статистическа служба, към 1 януари 2013 г. населението на града възлиза на 6 014 души. Гъстотата е 439 души/км2.